# آرتور مسترز
آرتور مسترز (انگلیسی: Arthur Masters; ۱۰ اوت ۱۹۱۰ – ۱۹۹۸ (۸۷−۸۸ سال)) بازیکن فوتبال اهل بریتانیا بود.
از باشگاه‌هایی که در آن بازی کرده‌است می‌توان به باشگاه فوتبال ناتینگهام فارست و باشگاه فوتبال پورت ویل اشاره کرد.